# Ideeën (Multatuli)
De Ideeën van Multatuli (in diens eigen spelling Ideen) zijn een reeks van 1282 genummerde, overwegend aforistische en essayistische overwegingen en stellingnames, die in omvang uiteenlopen van enkele zinnen tot enkele bladzijden, en tussen 1862 en 1877 werden gepubliceerd in zeven bundels. Tussen de overpeinzingen is ook andersoortig werk opgenomen, zoals de volledige roman De geschiedenis van Woutertje Pieterse en het toneelstuk Vorstenschool. Het dominerende beschouwende gedeelte betreft voornamelijk maatschappijkritiek. In de stijl ervan schudt hij oude vormen van zich af, zich uitdrukkend in een directe spreektaal, die niettemin van een grote taalbeheersing getuigt.
Door de puntige stijl, aldus Multatulikenner Garmt Stuiveling, 'werd Multatuli de grootste auteur van aforismen in het Nederlandse taalgebied'.

## Inhoud
In totaal zijn er 1282 'ideeën', die genummerd zijn van 1 tot 1282. "Multatuli", aldus Grave, "spreekt zich uit over vrijwel alles wat in een encyclopedie te vinden is, waaronder geschiedenis, ethiek, literatuur, esthetica, biologie, natuurwetenschap, politiek en theologie."
Een geregeld terugkerend thema is de arbitraire grondslag van het gezag. Andere onderwerpen komen maar enkele malen of eenmaal ter sprake. In idee 941 reageert Multatuli op Darwins theorie over de natuurlijke selectie en verwijt hem dat hij het niet aandurft 'te breken met 'n God, die toch, volgens datzelfde Darwinismus, geen werkkring hebben zou.'

## Schrijfstijl
Letterkundige Jaap Grave acht de zeven bundels geen eenvoudige lectuur, onder meer omdat Multatuli zich nogal eens tot een beknopte uiteenzetting beperkte waar hij eigenlijk een verhandeling wilde schrijven. Ook het gebruik van metaforen en het voortdurend 'tussen perioden, denkbeelden en stijlvormen' laveren bemoeilijken de lectuur. Daarnaast wordt de lezer op het verkeerde been gezet omdat de auteur 'diverse filosofische opvattingen en filosofen af[wijst] wier ideeën vervolgens toch in zijn werk tot uitdrukking komen.' Ten slotte is de auteur in de vijftien jaar waarin de reeks verscheen nogal eens van opvatting veranderd.

## Publicatiegeschiedenis
Tijdens zijn leven heeft Multatuli zeven bundels Ideen geschreven. Bij herdrukken van oude bundels redigeerde Multatuli de tekst aanzienlijk (interpunctie, woordvolgorde en woordkeus) en voegde hij soms nieuwe, aanvullende Ideeën toe aan de bundels. Ook voegde hij in de latere drukken veel noten toe. Daarnaast werd de nummering in latere drukken ingrijpend aangepast.
Voor alle delen geldt dat op de eerste druk kon worden ingetekend. Als er een voldoende aantal vellen van 16 pagina's gereed waren, dan werden die gebundeld in een slappe kaft, en aan de intekenaren toegezonden. Zo konden de kosten een beetje gespreid worden voor de klant. Later als het boek compleet was, konden de deeltjes nog altijd bij een boekbinder in een definitieve band worden ingebonden.
Multatuli gebruikte deze omslagen weleens om nog extra annonces te doen. Op een van die omslagen was er dan ook een oproep aan een jongedame/bewonderaarster om zich bekend te maken aan de schrijver. Dit zou het begin worden van zijn relatie met Mimi.
Alle drukken verschenen bij Meijer/D'Ablaing van Giessenburg en de eerste drukken verschenen bij Van Helden en G.L. Funke hebben een formaat dat werd aangeduid met "groot"-octavo. De tekst in deze boeken is afgedrukt met extra interlinie. Op deze boeken kon worden ingetekend, en telkens als er 3 of 4 katernen klaar waren, werd dit als een soort van tijdschrift aan de intekenaren verzonden. Zo kon de koper de betaling spreiden. Want deze boeken waren vrij duur, 4 guldens per compleet deel was een weekloon in die dagen.
Ook de separate drukken van Vorstenschool zijn op dit formaat, behalve dan de 6e druk van 1879. Die uitgave is veel kleiner, en mist daarboven het voorwoord. Meestal is deze zesde druk in een luxe linnen persbandje met goud op snee. Het linnen is meestal bruin, maar kan ook groen zijn.
Multatuli was gebrouilleerd geraakt met D'Ablaing van Giessenburg, toen Meijer uiteindelijk het kopijrecht van de eerste twee bundels van Dekker opeiste. Meijer bracht geen nieuwe drukken meer uit, en verkocht zijn kopijrecht aan de zakenman G.L. Funke.
Voor de uitgave van de derde Ideen-bundel ging Dekker naar zijn vriend de boekhandelaar Van Helden in Amsterdam. Toen echter deel III geheel af was, kon van Helden het zakelijk niet meer bolwerken, was hij failliet. En zo kwam ook het kopijrecht van de derde bundel bij G.L.Funke terecht.
De herdrukken verschenen bij G.L. Funke hebben een kleiner formaat, en zonder interlinie tussen de regels. Dit formaat werd aangeduid met: klein-octavo. Veel van deze deeltjes hebben een bruine persband met zwarte en gouden opdruk. Van deze boekbanden bestaan ook exemplaren met als opdruk "Elsevier". Nadat de fonds-veiling van Funke gingen de rechten en de oude voorraden naar deze nieuw opgerichte uitgevers-maatschappij. Funke was trouwens een van vennoten van die firma.
Over de drukgeschiedenis van de "Ideen"-bundels zijn een aantal artikelen verschenen in het tijdschrift "Over Multatuli". Het verschijnsel "dubbeldruk" was al bekend bij de Max Havelaar, maar het fenomeen komt veel vaker voor: zo is er ook van Verspreide Stukken een dubbeldruk bekend.
Uit de Ideen is na de dood van Multatuli "De Geschiedenis van Woutertje Pieterse" gedestilleerd en afzonderlijk uitgebracht, zij het met enige gêne, omdat beide verweven zijn met de rest van de Ideeën in de bundels en omdat Multatuli er altijd op tegen is geweest. In een poging de Ideen ook onder een jong lezerspubliek onder de aandacht te krijgen heeft Gerrit Komrij in 1971 een keuze uit de Ideeën gepubliceerd (ISBN 9029532033)

### IDEEN-I
Heeft 7 oplagen of drukken tijdens Multatuli's leven gekend. Wel dient hier met enige nadruk te worden vermeld, dat niet iedere "volgende" oplage bij de firma Meijer afkomstig, was gedrukt van nieuw zetsel. De Meijer-uitgaven onderscheiden zich bovendien door de nummering van de Ideen met Romeinse cijfers. De eerste drukken van de hele IDEEN-reeks werden in delen uitgegeven, en daarop kon worden ingeschreven. Zo konden de kopers van het boek de betaling spreiden.
- 1862, eerste oplage, R.C.Meijer, Vijgendam, J 628, Amsterdam
  - Uitgegeven in vijf of zes afleveringen: maart, april, juli, augustus, november:
  - deel 1: vel 1-6, blz. 1-96
  - deel 2: vel 7-12, blz. 97-192
  - deel 3: vel 13-17, blz. 193-272
  - deel 4: vel 18-20, blz. 273-320
  - deel 5: vel 21-23, blz. 321-368
  - deel 6: vel 24-26, blz. 369-416
- 1862, tweede oplage, R.C. Meijer, Vijgendam, J 628, Amsterdam, 416 blz.

Gedrukt van het zetsel van de eerste oplage
- 1865, derde oplage, R.C. Meijer, Kalverstraat, E 246, Amsterdam, 416 blz.

Gedrukt van nieuw zetsel
- 1870, IDEËN VAN MULTATULI. Vierde, goedkoope oplaag, in 2 delen, G.L. Funke, Amsterdam
  - eerste deel: 160 blz., Idee 1 - 292
  - tweede deel: 147 blz., Idee 293- 447

Ongeautoriseerde uitgave, gedrukt zonder medeweten van de auteur.
- 1872, IDEËN VAN MULTATULI, Vijfde, door den auteur herziene druk, G.L. Funke, Amsterdam
  - eerste deel: 185 blz., Idee 1 - 292
  - tweede deel: 159 blz., Idee 293 - 447

Er bestaan exemplaren van deze druk, waarbij op het titelblad van deel 1 vermeld staat: No. 1-292, en op het titelblad van deel 2: No. 293-447, verder is het zetsel identiek. Van deze uitgave bestaan naast exemplaren in een linnen persband, ook exemplaren in een slappe papierband.
De correctie voor deze vijfde uitgave is gedaan door Multatuli zelf.
- zonder jaartal, Vijfde, door den auteur herziene druk. G.L. Funke, Amsterdam.
  - eerste deel: 185 blz., Idee 1 - 292
  - tweede deel: 159 blz., Idee 293 - 447

Deze uitgave pretendeert een "vijfde" druk te zijn, maar het boek is geheel van nieuw handzetsel gedrukt, hetgeen blijkt als het zetsel letter voor letter wordt vergeleken. Deze uitgave verscheen onder verantwoordelijkheid van G.L. Funke, maar zonder enige wetenschap van de auteur. Een dergelijke uitgaaf wordt ook wel aangeduid als 'dubbeldruk'. Net als de "Vierde, goedkoope oplaag" uit 1872 is deze druk ongeautoriseerd.
- 1879, IDEËN VAN MULTATULI, Zesde herziene druk, G.L. Funke, Amsterdam, 375 blz.

dbnl-tekst 6e druk G.L. Funke

### IDEEN-II
Totaal 7 drukken:
- 1865, IDEËN van Multatuli., eerste oplaag, R.C.Meijer, Kalverstraat, E. 246, Amsterdam, 413 blz. (DM 382)

Ideen 448-540, gepubliceerd in afleveringen tussen september 1864 en maart 1865.
- 1865, IDEËN van Multatuli., tweede oplaag, R.C.Meijer, Kalverstraat, E. 246, Amsterdam, 413 blz. (DM 383)
- 1865, IDEËN van Multatuli., derde oplaag, R.C.Meijer, Kalverstraat, E. 246, Amsterdam, 413 blz. (DM 384)

Alle drie "oplagen" zijn gedrukt van hetzelfde zetsel
- 1872, IDEËN van Multatuli., vierde, goedkoope, oplaag, in 2 delen, G.L. Funke, Amsterdam (DM 385)
  - derde deel: Idee 448-454, 166 blz.
  - vierde deel: Idee 455-540, 141 blz

Deze uitgave kwam tegelijkertijd met IDEEN-deel 1, waarvan de delen "deel een" en "deel twee" genummerd waren.
- 1873, IDEËN van Multatuli., vijfde door den auteur herziene druk, G.L. Funke, Amsterdam, (DM 387)
  - deel 1: 180 blz.
  - deel 2: 164 blz.

Net als de uitgave van IDEEN-I van datzelfde jaar, bestaan er exemplaren waarbij de delen een apart titelblad hebben, die de ideen-nummers vermelden. Enkel de titelbladen zijn dan anders, de tekstdelen zijn van hetzelfde zetsel gedrukt.
De Mare meldt ook nog een Vijfde druk met 1872 op de titelpagina. (DM 386)
- zonder jaartal, IDEËN van Multatuli. vijfde, door den auteur herziene druk, G.L. Funke, Amsterdam,
  - deel 1: 180 blz.
  - deel 2: 164 blz.

Deze uitgaaf is een dubbel-druk, het boek is afgedrukt van nieuw zetsel. Dit is net als de "vierde, goedkoope, oplaag" een ongeautoriseerde versie van de tekst, gedrukt zonder toestemming of medewerking van de auteur.
- 1880, IDEEN van Multatuli., zesde, door den auteur herziene druk, G.L. Funke, Amsterdam, 344 blz. (DM 389)[7]

Ondanks deze opgave op het titelblad, was deze uitgave gedaan zonder medeweten en bemoeienis of correctie van Dekker, blijkens een brief van Funke aan Multatuli op 8 november 1880
"Ik heb dan ook maar dezer dagen bundel II, geheel gelijk aan de vorige editie herdrukt, wetende hoezeer eene herziening van dien vroegeren arbeid U op nieuw zou ontstemmen"
- 1880, IDEEN van Multatuli., zesde, door den auteur herziene druk, G.L. Funke, Amsterdam, 413 blz. in een bruine persband van Elsevier.

Titel-uitgave: titelblad is van de 6e druk, het boekblok is van een van de Meijer-oplagen. Waarbij veel wit rond de pagina is weggesneden, om het boek in de kleinere persband te kunnen inbinden. Ongebonden vellen konden reeksen van jaren blijven liggen, maar niets werd weggegooid. Elsevier kreeg uiteindelijk alle niet verkochte voorraden van Funke, en daartussen was ook nog materiaal dat uit de tijd van Meijer stamde.
DBNL-tekst Ideen-2

### IDEEN-III
- "Eerste druk": Van Helden, Amsterdam
- "titel-uitgave Eerste druk": G.L. Funke, Amsterdam: enkel het titelblad verschilt.

Funke kocht de rechten en alle nog niet verkochte exemplaren van Van Helden. Enkel de vrij zeldzame exemplaren van de intekenaren op de derde bundel hebben het titelblad met de naam "Van Helden" als uitgever.
- "Tweede druk", G.L. Funke, Amsterdam
- "Derde druk", G.L. Funke, Amsterdam
- "Dubbel-druk", G.L. Funke, Amsterdam.

Deze dubbel-druk is te herkennen aan de schreefloze cijfers, waarmee de Ideen in dit boek worden genummerd. Verder is dit de enige uitgaaf van een Ideen-bundel, waar achter op de titelpagina de drukkerij vermeld staat namelijk: Snelpersdruk van H. C. A. Thieme te Nijmegen.

### IDEEN-IV
- "Eerste druk" G.L. Funke, Amsterdam, 1872, 416 blz.

Dit boek werd gedrukt bij Woest en Co. te Haarlem. Het formaat van deze eerste druk is 15 × 22,5 cm, groot octavo, iets royaler dan de herdrukken.
Het boek werd in delen uitgegeven:
- 1e stuk: 14 (?) okt, blz. 1-104[9]
- 2e stuk: 22 okt, blz. 105-204, prijs f 1,-[10]
- 3e stuk: 24 dec, blz. 205-300, prijs f 1,-[11]
- 4e stuk: 3 jan, 1973, blz. 301-416.[12]

Vel 2 tot en met vel 8 en de pagina's 121 t/m 124 daarvan werden 500 vel extra afgedrukt. Deze vellen bevatten de tekst van het drama "Vorstenschool". Deze vellen werden opgeslagen, om als het tot een uitvoering zou komen, snel een separate uitgaaf op de markt te kunnen brengen. 500 vel wordt een riem genoemd. Een "Amsterdamsche riem" is trouwens 550 vel groot.
- "Tweede druk, door den auteur herziene druk", G.L. Funke, Amsterdam, 1873/1874, 363 blz. formaat: klein octavo
- "Derde druk, door den auteur herziene druk", G.L. Funke, Amsterdam, 1873/1874, 424 blz. groot octavo

Luxe uitgaaf, het zetsel is dat van de tweede druk, echter met extra interlinie, daardoor een grotere bladspiegel gelijk aan de eerste drukken van de Ideen-bundels. Als gevolg van deze typografische ingreep veranderde de pagina-indeling ten opzichte van de tweede druk. Van deze "illegale" uitgaaf zijn slechts twee exemplaren bekend.
- "Derde druk, door den auteur herziene druk", G.L. Funke, Amsterdam, 1877, 382 blz. klein Octavo,[13]

Vorstenschool het toneelstuk in Ideen-IV, beleefde tijdens het leven van Multatuli 5 separate drukken. Namelijk:
- "Vorstenschool, overdrukt uit de Ideen", G.L. Funke, Amsterdam, 1875, XIII + 9-124, groot octavo

De tekst van het toneelstuk is identiek aan dat van de eerste druk van IDEEN-IV (1872). Er is een apart voorwoord bijgevoegd, door Multatuli geschreven 1874, omdat op dat moment in de "tweede druk" van Ideen-IV veel veranderingen aan de tekst waren aangebracht door de auteur. In dit voorwoord worden de voornaamste varianten aangeduid.
- "Vorstenschool, tweede druk", G.L. Funke, Amsterdam, 1875, 128 blz. groot octavo

Het zetsel van dit boek is identiek aan dat van de "illegale" "Derde, door den auteur herziene druk" van 1874. Behalve de eerste vier bladzijden, die zijn gedrukt van nieuw zetsel. Dit was nodig om de vette cijfers, waarmee de Ideen genummerd werden, te verwijderen. De katern-signaturen vermelden nog altijd: "Ideen IV, derde druk". Het bestaan van deze uitgave was Multatuli niet bekend.
- "Vorstenschool, Vierde druk" (1875), G.L. Funke, Amsterdam, 128 blz. groot octavo

De drukproeven werden geheel door Funke gecorrigeerd.
- "Vorstenschool, Vijfde druk" (1875), G.L. Funke, Amsterdam, 135 blz. groot octavo

Deze druk werd wel door Multatuli gecorrigeerd.
- "Vorstenschool, Zesde druk" (1879), G.L. Funke, Amsterdam, 159 blz.

Dit boekje werd slechts gedeeltelijk door Multatuli gecorrigeerd. De inleiding bij het drama is in deze versie weggelaten. De meeste exemplaren zijn gebonden in een bruin persbandje versierd met zwarte en gouden opdruk, en goud op snee. Een luxe uitgave, die in damestasjes paste.
Daarna werd Vorstenschool nog vele malen gedrukt, naast een viertal vertalingen in het Duits.

### IDEEN-V
- "Eerste druk", G.L. Funke, Amsterdam
- "Tweede druk", G.L. Funke, Amsterdam
- "dubbel-druk", G.L. Funke, Amsterdam. Ook dit boek is te herkennen aan de schreefloze cijfers waarmee de Ideen worden genummerd. Slechts een exemplaar is ooit gevonden. Het bevindt zich in de collectie van het Multatuli-Museum.

### IDEEN-VI
- "Eerste druk", G.L. Funke, Amsterdam
- "Tweede druk", G.L. Funke, Amsterdam

### IDEEN-VII
- "Eerste druk", G.L. Funke, Amsterdam
- "Tweede druk", G.L. Funke, Amsterdam